# Chorotega (volk)

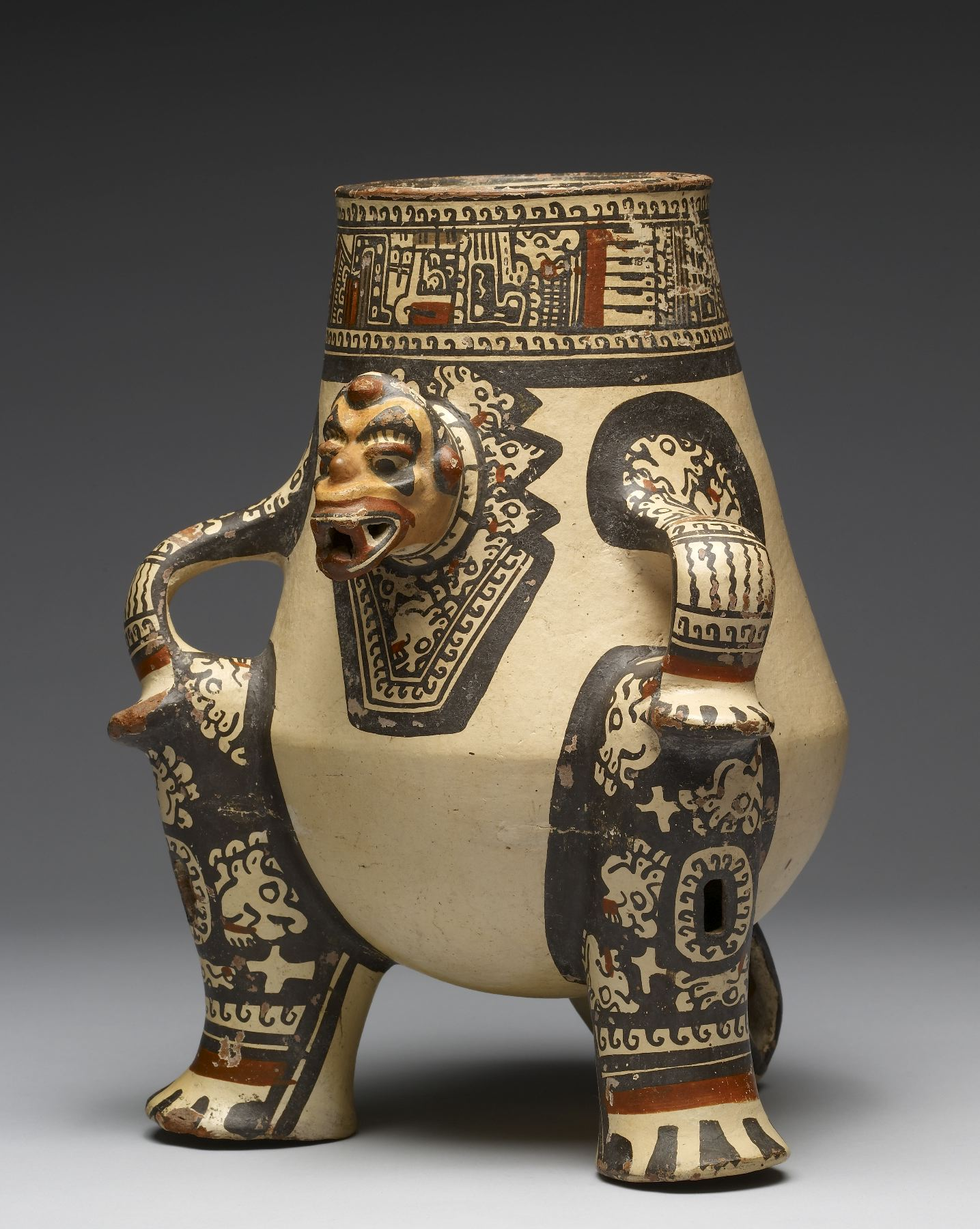
Chorotega-keramiek

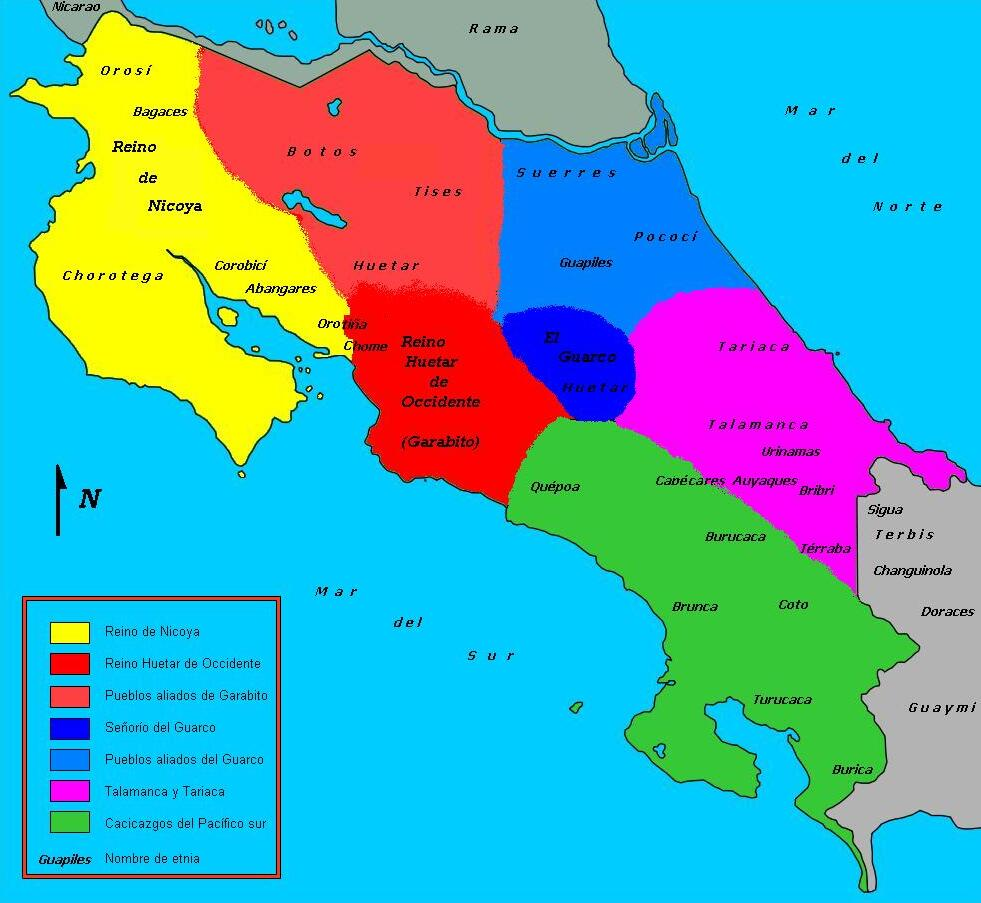
Het gele gebied geeft het gebied van de Chorotega in Costa Rica weer

De Chorotega is een volk uit Midden-Amerika. Het was de grootste en ontwikkeldste etnische groep in het precolumbiaanse Costa Rica en Nicaragua. De Chorotega behoorde tot de Meso-Amerikaanse culturele regio. Een klein deel van de Chorotega overleeft tot op heden in Nicaragua en het noordwesten van Costa Rica.
De oorsprong van de Chorotega ligt vermoedelijk in zuidelijk Mexico, mogelijk Chiapas. De Chorotega werden tussen 500 en 900 na Christus door oorlogen verdreven en vestigden zich uiteindelijk in de droogbossen van zuidelijk Nicaragua, Guanacaste en Nicoya. 
De Chorotega leefden in dorpen en kleine steden, die tot ongeveer 20.000 inwoners hadden. Centraal in de nederzetting bevond zich een groot plein waar markten werden gehouden. cacaobonen dienden als betaalmiddel. De huizen waren overwegend gemaakt van hout met een rieten dak. Tempels namen een belangrijke plek in binnen de nederzettingen. Maïs vormde de basis van het voedsel, samen met bonen, cacao, fruit, vlees en vis. Ook katoen werd verbouwd. Landbouwgrond was collectief bezit en de oogsten werden over de bevolking verdeeld. De Chorotega werden bestuurd door een raad van ouderen en een gekozen stamhoofd. In tijden van oorlog werd één man aangewezen om als militair leider op te treden. Ze vochten frequent met omliggende stammen. Ze droegen een katoenen tenue en waren bewapend met pijl-en-boog en een houten zwaard bezet met kleine vuurstenen punten. De vrouwen waren belast met het huishouden en de handel. Ook een deel van het werk op de akkers werd door vrouwen gedaan. De Chorotega spraken de Uto-Azteekse taal Mangue. Hun schrift en gebruik van een kalender hadden duidelijke Maya-invloeden. De Chorotega stelden de belangrijkste gebeurtenissen op schrift, maar van deze boeken van hertenhuid is echter niets bewaard gebleven. Priesters hadden een hoofdrol bij religieuze rituelen en waren bekwaam in wiskunde en astronomie. Mensenoffers van met name krijgsgevangenen, maagdenoffers door deze in vulkaankraters te gooien, ritueel kannibalisme en ritueel drinken kwamen bij de Chorotega voor. De Chorotega aanbaden een pantheon aan goden. Keramiek was een belangrijk onderdeel van de Chorotegacultuur. Keramische objecten werden met name door vrouwen gemaakt en waren meestal rood en zwart beschilderd met decoraties van slangen, krokodillen, apen en jaguars.
Na de Spaanse kolonisatie voerden de Chorotega hevige gevechten met de Spanjaarden. Uiteindelijk werden in de zestiende eeuw veel Chorotega als slaven afgevoerd naar de goudmijnen van Panama en Peru. 